# Body and Soul (1931)
Body and Soul (deutsch Körper und Seele) ist ein US-amerikanisches Pre-Code-Actiondrama von 1931 unter der Regie von Alfred Santell. Die Hauptrollen sind besetzt mit Charles Farrell, Elissa Landi, Humphrey Bogart und Myrna Loy. Auf einem der Originalfilmplakate war seinerzeit zu lesen: „She slips out of Arms, but not out of Hearts: His the wisdom of youth; hers the wisdom of the ages. War’s fateful pattern brings them together, and through suffering and love and understanding, their lives are fused. Romantic drama of the tricks that fate plays on a man who inherits the love of another's wife.“ (übersetzt: Sie entgleitet seinen Armen, aber nicht seinem Herzen. Er besitzt die Weisheit der Jugend, sie die Weisheit der Jahrhunderte. Das schicksalhafte Muster des Krieges bringt sie zusammen, und durch Leid, Liebe und Verständnis verschmelzen ihre Leben. Romantisches Drama über die Streiche, die das Schicksal einem Mann spielt, der die Liebe einer anderen Frau erbt.)
Das Drehbuch basiert auf dem Bühnenstück Squadrons von Elliot White Springs und AE Thomas und beschäftigt sich mit Piloten der Royal Air Force im Ersten Weltkrieg. Das Theaterstück, das wiederum auf die Kurzgeschichte Big Eyes and Little Mouth von Elliott White Springs in Nocturne Militaire von 1927 zurückgeht, blieb unveröffentlicht. In einer Biografie von Springs wird behauptet, dass das Theaterstück Szenen aus einem Buch mit dem Titel War Birds verwendet. Dudley Nichols soll Material für den Film geliefert haben, das jedoch verworfen worden sei; auch soll eine französische Übersetzung angefertigt worden sein.

## Handlung
Die Amerikaner Mal Andrews, Tap Johnson und Jim Watson melden sich im Ersten Weltkrieg bei einem Geschwader der Royal Air Force an. Andrews und Johnson haben die begründete Sorge, dass ihr Kamerad Jim Watson seine Frau betrügt, die er erst vor einem Jahr geheiratet hat. Sie halten nicht damit zurück, dass sie ein  solches Verhalten missbilligen. 
General Trafford-Jones hat die Aufgabe das Geschwader, in dem auch Andrews, Johnson und Watson dienen, zu bewerten. Er kritisiert die mangelnde Disziplin der Männer, aber auch, dass ihre Leistung in Luftkämpfen mangelhaft sei und äußert sich dahingehend, dass die Squadron eine Schande für die Fliegertruppe sei. Das hat zur Folge, dass der General Watson, für den es sein erster Flug mit diesem Geschwader ist, eine nahezu selbstmörderische Aufgabe zuteilt, um einen feindlichen Ballon abzuschießen. Watson ahnt, dass er von diesem Flug nicht zurückkehren wird. Heimlich schließt sich jedoch Mal Andrews seinem Kameraden an, indem mit an Bord des Flugzeugs geht. Tatsächlich wird Jim Watson im Luftkampf mit dem feindlichen Ballon getötet. Andrews gelingt es jedoch, die Mission abzuschließen und seinerseits den deutschen Ballon zu zerstören, und das Ganze dann so aussehen zu lassen, als wäre der Pilot Watson wie ein Held gestorben.
Als Watson Frau Carla zum Stützpunkt kommt, wird sie mit Watsons Geliebter „Pom Pom“ verwechselt. Die Flieger erzählen der Frau, die sie für die Geliebte halten, von Jims Tod und davon, dass sie nie von „Pom Poms“ Existenz erfahren dürfe. Mal gibt ihr zudem eine Uhr und die Briefe, die „Pom Pom“ an Jim geschrieben hatte. Mal, der weder mit Frauen noch mit Alkohol Erfahrung hat, verbringt mit der verzweifelten Carla den Abend. Beide haben den Alkohol, die sie vorgegeben haben, zu trinken, in herumstehende Blumentöpfe geschüttet. Gerade weil Mal kein sogenannter harter Kerl ist, gewinnt er Carlas Herz. 
Wieder zurück im Hauptquartier schimpft Andrews’ Kamerad Johnson mit ihm, weil er Zeit mit Jims Freundin verbracht habe, woraufhin dieser verspricht, sich nicht mehr mit „Pom Pom“ zu treffen. Als Carla Andrews später aufsucht, empfängt er sie daher sehr kühl und macht ihr sogar Vorwürfe. Nur wenig später besucht Major Burke vom Armee-Geheimdienst Andrews, um ihm Fragen zu Pom Pom zu stellen, die der Spionage beschuldigt wird. Mal Andrews kann nicht glauben, dass sie eine Spionin für die Deutschen ist und bestreitet dies. Dann konfrontiert ihn Burke mit der echten „Pom Pom“, einer Alice Lester. Lester hat davon erfahren, dass für Tap Johnson ein Einsatz unmittelbar bevorsteht und gibt diese Information unverzüglich an den Feind weiter. Aufgrund dieser Informationen findet Tap Johnson den Tod bei diesem Einsatz. 
Da Carla, von der man immer noch nicht weiß, wer sie wirklich ist, die Einzelheiten der Mission von Tap Johnson mitgehört hat, glaubt man, sie habe diese Information weitergegeben. Mal Andrews geht daraufhin zu Carlas Wohnung, um sie zu erschießen, erkennt aber, dass er sie mehr denn je liebt, und beschließt zusammen mit ihr zu flüchten. Das Pärchen wird jedoch erwischt. Zurück im Hauptquartier enthüllt Carla endlich ihre wahre Identität als Jim Watsons Frau und legt „Pom Poms“ Briefe vor, die deren Schuld zweifelsfrei beweisen.
Für Mal Andrews ist es Zeit, sich auf seine nächste Mission vorzubereiten. Auf dem Flugfeld verabschiedet er sich von Carla. Gegenseitig geben sie sich das Versprechen in dieser oder aber in der nächsten Welt aufeinander zu warten.

## Produktion

### Dreharbeiten, Produktionsnotizen
Die Dreharbeiten zum Film der Produktionsfirma Fox Film Corporation begannen am 29. November 1930 auf der Russell Movie Ranch in Agoura Hills in Kalifornien, wo einige Flugeinlagen gedreht wurden. Das einzige echte Flugzeug, das man für die Produktion angeschafft hatte, war ein Doppeldecker vom Typ Travel Air 4000, das schon im Jahr zuvor in Hell’s Angels geflogen und als britisches Kampfflugzeug aus dem Ersten Weltkrieg getarnt war. Eine Kombination aus Flugsequenzen, die auf die Aufnahmen aus dem Tonstudio abgestimmt waren, in dem die Travel Air erneut zum Einsatz kam, vervollständigten die Szenen in der Luft. Abgeschlossen wurde die Produktion am 2. Januar 1931.
Als Hauptattraktion des Films in den Vereinigten Staaten war die Einführung von Elissa Landi beim nordamerikanischen Publikum. Ursprünglich soll Ronald Goetz für die Rolle des Major Burke vorgesehen gewesen sein. Farrell und Bogart kamen anfangs der Dreharbeiten nicht gut miteinander aus. Nachdem zwei Wochen verstrichen waren, bat Bogart den 1,88 m großen Farrell nach draußen, wo man die Sache klärenwolle. Farell wollte wissen, ob Bogart überhaupt wisse, wie man kämpft, worauf dieser meinte, er könne ihn besiegen. Es kam dann jedoch nicht zu einem Kampf, sondern zu einem angeregten Gespräch, das dazu führte, dass die Männer zusammen auf Farrells Boot Urlaub machten und gute Freunde wurden.
Die Rechte an dem nicht zur Aufführung am Broadway gekommenen Stück wurden von Fox für 15.000 Dollar gekauft, zu einer Zeit, als Kriegsgeschichten in Mode waren. Die Stars des Films Elissa Landi und Charles Farrell sollten insgesamt 40.000 Dollar erhalten haben. Fox hoffte, dass Landi, die man für diesen, ihren ersten amerikanischen Film unter Vertrag genommen hatte, ein ähnlicher Publikumsmagnet sein würde wie Greta Garbo und Marlene Dietrich. Der Regisseur des Films, Alfred Santell, erhielt 50.000 Dollar. Der künstlerische Leiter Anton Grot wurde von First National ausgeliehen. Für die Schlacht und Kabarettszenen wurden 714 Statisten eingesetzt, 210 Fuß Film wurden gedreht. Der fertige Film umfasst 54 Hauptszenen und 323 Einstellungen. Gedreht wurde zudem eine Neuaufnahme, die eine Szene am Ende des Films betraf, in der die von Myrna Loy gespielte Figur Gift nimmt – im fertigen Film kommt diese Szene nicht vor. Alle Szenen mit militärischen Aktionen jenseits der Frontlinien wurden mit Miniaturen gedreht, darunter Szenen von einem Friedhof, einem Bahnhof, Flugzeughangars, Flugzeugen im Flug, die kollidieren und explodieren, einem Fesselballon und Flugzeugkanonen. Die Gesamt-Produktionskosten des Films beliefen sich auf 370.000 US-Dollar, davon entfielen 87.000 US-Dollar auf die Anmietung des Studios.
Soundtrack: Oh, how I hate to Get Up in the Morning von Irving Berlin sowie The Darktown Strutters’ Ball von Shelton Brooks.

### Veröffentlichung
Der Film hatte die Arbeitstitel Squadrons sowie Woman and Sin. Produziert wurde er zudem in einer spanischsprachigen Version unter dem Titel Cuerpo y alma. Die Vorpremiere des Films fand in Riverside in Kalifornien statt. Premiere hatte Body and Soul am 22. Februar 1931 in den Vereinigten Staaten. Im Vereinigten Königreich wurde der Film am 26. März 1931 in London vorgestellt. Im Juli 1931 wurde er in Australien veröffentlicht, im August 1931 in Schweden, im Oktober 1931 in Finnland und im November 1931 in Dänemark. Im März 1932 erfolgte eine Veröffentlichung in Ungarn, im Mai 1932 in Portugal und im März 1933 in Belgrad in Jugoslawien. Veröffentlicht wurde der Film zudem in Brasilien, Bulgarien, Griechenland, Italien, Norwegen, Portugal, Spanien und in Venezuela.

## Kritik
Der Kritiker Mordaunt Hall bemerkte in der New York Times, es gebe mehrere wirkungsvolle Flugepisoden, aber letztlich hänge die gesamte Produktion von der hervorragenden Darstellung von Elissa Landi ab, einer talentierten europäischen Schauspielerin, die hier ihr amerikanisches Filmdebüt gebe. Miss Landi zeige in dieser Filmproduktion eine vollendete Leichtigkeit in ihrer Arbeit. Ihre Darstellung sei scheinbar mühelos, aber immer beeindruckend. Sie spreche fließend Englisch, in diesem Fall wie ein englisches Mädchen, das seit etwa einem Jahr mit Amerikanern zu tun habe. Sie sei nicht wirklich schön, habe aber eine faszinierende Persönlichkeit und verleihe all ihren Szenen eine beträchtliche Besonderheit. Aber auch die weiteren Schauspielern wurden von Hall gelobt, indem er ausführte, Charles Farrell zeige weitere Fortschritte in seiner schauspielerischen Leistung, Myrna Loy mache ihre Sache in der Nebenrolle der Alice Lester gut, Humphrey Bogart sei als Jim Watson ernsthaft bei der Sache und Donald Dillaway schlage sich gut als tapferer Tap Johnson.